# Khandesh (Provinz)
Khandesh war nach 1601 eine der 15 Provinzen (subah) des Mogulreiches. Im Wesentlichen umfasste sie das fruchtbare Tal des Tapti mit dem Satpuragebirge und als Grenze den Fluss Narmada im Norden. Die Ajanta Range bildete die Grenze zur Provinz Aurangabad im Süden. Den westlichen Abschluss bildeten die Chador Hills. Das Gebiet von Baglan wurde 1638 gewaltsam angegliedert. Der geographische Mittelpunkt war Nasirabad (heute Jalgaon), wohingegen der Hauptort Burhanpur war (heute in Madhya Pradesh). Die Provinz erstreckte sich, besonders seit der Eroberung Nandurbars, weiter nördlich und östlich als der Distrikt Khandesh der Kolonialzeit. Im frühen 18. Jahrhundert ging die Kontrolle der Region mehr und mehr an die Marathen über.

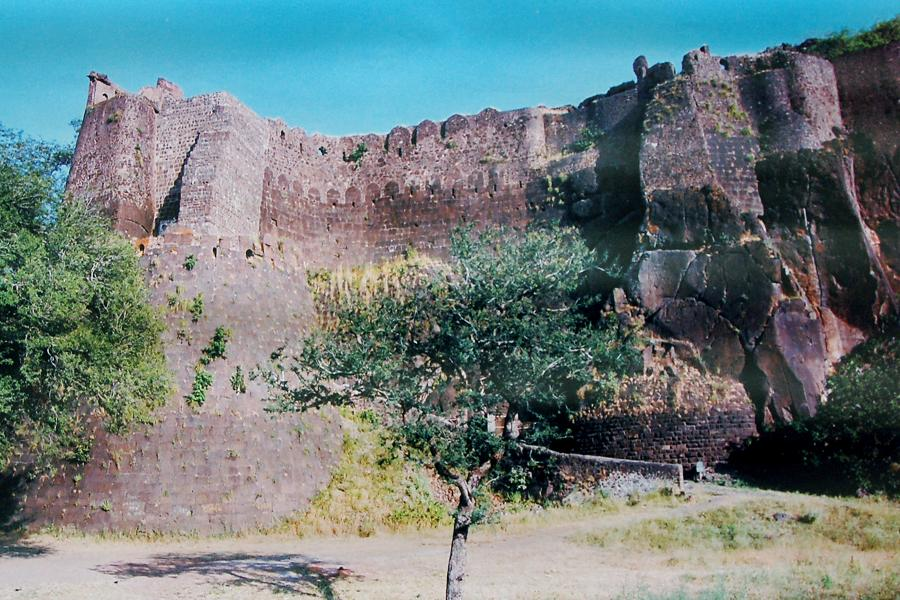
Asirgarh Fort

## Geschichte
Die bis dato als Sultane herrschende Faruqi-Dynastie kam mit der Eroberung des Forts von Asirgarh durch Akbar I. im Jahr 1601 zu einem Ende. Nach der Kapitulation von Bahadur Shah und der Einnahme der verbliebenen Forts von Sambal, Dol und Jamod wurde Prinz Daniyal erster Mogul-Gouverneur (subahdar) in Asir, nach dem die Region in Dandesh umbenannt wurde. Im 17. Jahrhundert war auch die Bezeichnung Burhanpur Subah häufig. Der Vizekönig des Dekkan residierte seit 1635 in Aurangabad.
Die Moguln versuchen seit 1612 immer wieder in den Dekkan vorzudringen. Die Verteidiger belagerten im Gegenzug 1620 das noch nicht ummauerte Burhanpur. Am 30. November 1615 wurde von Prinz Parviz die Errichtung einer Faktorei der East India Company in Burhanpur gestattet. Eine weitere folgte 1674 in Dharangaon (ehemals Dungam), einem Zentrum der Textilproduktion; diese wurde im Jahr 1678 ins etwa 30 km entfernte wohlhabende Chodra (= Mustafabad) verlegt. Prinz Khurram, der spätere Shah Jahan, begann seine Rebellion im Fort von Asir 1622. Die nächsten Jahrzehnte sahen immer wieder Feldzüge durch die Region. Aurangzeb wurde im Juli 1636 zum ersten Mal zum Gouverneur ernannt. Zwei Jahre später erfolgte die Eroberung des auf dem Weg zur Küste gelegenen Baglan.
Die durch ausfallende Monsunregenfälle verursachten Hungersnöte waren besonders 1630, 1638/9, 1683/4 und – wie im ganzen Dekkan – 1703 verheerend; letztere besonders, da im folgenden Jahr eine Pestepidemie folgte. Im selben Jahr rebellierten auch die Bhil um Raver. Örtliche begrenzte Rebellionen einzelner Zamindari u. a. 1629, 1662, Mai 1701 sowie der Bewohner von Burhanpur 1670, November 1693 und Januar 1700 sorgten für weitere Zerstörungen. Eine kaiserliche Armee erreichte im Januar 1653 Burhanpur, Aurangzeb (Mogul-Kaiser ab 1658), trat seine zweite Amtszeit als Gouverneur an. Die nächsten knapp 50 Jahre waren eine Zeit vergleichsweiser Ruhe und des Aufschwungs.
Marathen
Nachdem er Surat im Jahr 1670 zum zweiten Mal geplündert hatte, zog der Marathenführer Shivaji mit seinen marodierenden Truppen weiter nach Khandesh. Die Schlacht von Dindiri (17. Oktober 1670) ging für die Moguln verloren. Die Marathen-Einfälle dauerten an. Dharangaon wurde bis 1680 dreimal, ebenso wie Burhanpur und das nahe Bahadurpura, geplündert. Im Jahr 1681 schloss Aurangzebs abtrünniger Sohn Akbar, der nach Khandesh kam, ein Bündnis mit Sambhaji, dem Nachfolger Shivajis. Dies veranlasste Aurangzeb, alle Kräfte auf die Eroberung des Dekkan zu konzentrieren. Es dauerte jedoch bis 1685, bis die Angriffe beschränkt werden konnten, währenddessen das Gebiet Ausgangsbasis für Aurangazebs Eroberung von Ahmadnagar und Bijapur wurde. Bereits zehn Jahre darauf begannen die wiederholten Einfälle wieder, bis nach der Schlacht von Dharangaon (April 1704) die Mogul-Hoheit vorübergehend noch einmal gesichert werden konnte. Der nächste Einfall begann im Dezember 1706.
Der letzte, erstmals 1707 ernannte Gouverneur (subahdar) Chin Qilich Khan, später bekannt als Asaf Jah I., kontrollierte zu einer Zeit als der Mogul in Delhi von Nadir Schah bedrängt wurde (1736–1738) etwa ein Viertel der Steuern und 40 % der Truppen des Reiches. Während seiner ersten Amtszeit in Aurangabad gelang es ihm die Steuer- und Tributeintreibung effizienter zu organisieren sowie die immer weiter vordringenden Marathen in Schach zu halten.
Im Jahr 1719 wurde den Marathen das Recht zugestanden, Tribute (chauk) und Abgaben in den Mogulländern zu erheben. Das Gebiet ging in den Folgejahren ganz in die Kontrolle der Mahraten über, die es durch ihre Feldzüge zur Steuererhebung (mulk-giri) im zwei- bis dreijährlichen Turnus verwüsteten. Da die Bhil in ihren unzugänglichen Berggebieten militärisch nicht zu besiegen waren, wurden sie zunächst durch Verrat, dann durch gezielte Menschenjagden bekämpft und, wenn aufgegriffen, auf grausamste Weise zu Tode gebracht.
Die Feldzüge des Holkar in den Jahren 1802/03 (mit folgender Hungersnot) und der dritte Marathenkrieg (1817/18), infolgedessen die Briten das Gebiet gewannen, hinterließen einen entvölkerten und verödeten Landstrich.

## Verwaltung
Allgemein siehe: Mogulreich: Staat und Verwaltung und Akbar: Verwaltungsreformen
Wie im Mogulreich seit den Reformen Todar Mals üblich, wurde die Provinz (suba) mit ihren über 7000 Dörfern unter einem Gouverneur (subahdar), in zahlreiche paraganas geteilt. Als Bezirke (sarkar unter einem Faujdar), bestanden Handia, Asir (Fort), Bijagarh, Galna, Mulna, Baglan (Sitz in Mulher) und Nandurbar. Ihnen unterstanden für die Parganas Thānādārs, mit jeweils 50-500 Berittenen unter ihrem Kommando. Die Forts und ihre Artillerie wurden von quildars kommandiert, die ohne Erlaubnis diese nicht verlassen sollten. In den Städten hatten die Kotwal als Polizeichef und Gefängnisaufseher für Ordnung zu sorgen. Besonders unter Aurangzeb war Ämterhäufung üblich. Auf Dorfebene war der Muqaddam, der ein Stück steuerfreien Inam-Landes bekam, Repräsentant der Staatsmacht. Kontrollbeamte, besonders für Städte, waren die vom Hof ernannten Bakshi. Die unteren Beamtenposten waren vielfach erblich.
Die Gouverneure wechselten häufig, damit sie keine lokale Hausmacht aufbauen konnten. Burhanpur und sein Distrikt waren wirtschaftlich und militärisch für die Moguln so bedeutend, dass der Posten des Gouverneurs Söhnen oder Onkeln der Mogulkaiser vorbehalten blieb. Ebenfalls vom Hof ernannt wurde der Diwan, zuständig für die Steuererhebung auf Kronland (khalsa), also der nicht als Jagir vergebenen Ländereien, Instandhaltung der Forts und Wege usw.
Steuern
Nachdem eine Halbierung der Grundsteuer durch Shah Jahan 1631 nicht den gewünschten Aufschwung gebracht hatte, wurde ein Teil des Landes unter dem Diwan Murshid Quli Khan neu vermessen. Die Steuerschätzung erfolgte durch Amin genannte Beamte, die fix besoldet waren. Es waren verschiedene Systeme der Besteuerung in Gebrauch: Pauschale Besteuerung pro bebautem Pflug, Teilung der Ernte (batai; Getreide: ⅓, Gartenbauprodukte: ⅑-¼ Steuer in Naturalien) oder jarib, wobei ¼ der Ernte plus ein von der Bodenqualität abhängiger fixer Satz in Geld erhoben wurde. In Jahren der Trockenheit konnte die Steuer erlassen und staatliche Kredite an Bauern vergeben werden. Haushalte von Ungläubigen (Hindus), die nicht landwirtschaftlich tätig waren, wurden wieder zur Jizia (= jaziye) veranlagt. Handwerker, nominell von Steuern befreit, hatten kostenlos für Beamte zu arbeiten. Zölle wurden pro Wagenladung (5-6 dam) oder Kamellast (3 Rs.) berechnet, dazu kamen noch Wegezölle.
Die Gesamtsumme an Steuern zur Zeit Akbars lag bei 12,65 Mio. dam, sie stieg 1660 zur Zeit Aurangzebs auf 20,7 Mio. Rs. Als ab den 1690ern die Marathen-Einfälle immer häufiger wurden, gelang es nur noch durchschnittlich zwei Drittel der veranlagten Summen beizutreiben.

## Wirtschaft
Zwar erreichte der Baumwollanbau lange nicht den Umfang wie nach 1860, jedoch bestanden bereits im 17. Jahrhundert entsprechende Kulturen besonders um Burhanpur. Die daraus gewebten und bedruckten Stoffe mit ihren komplizierten Mustern fanden in Persien und Europa, das sie über die in Surat tätigen Ostindienkompanien erreichten, zahlreiche Abnehmer. In Bahadurpura, ein etwa 4 km von Burhanpur etablierter reicher Markt wurde 1681 geplündert.
Außer Weizen und den üblichen Hirsesorten wurde auf bewässertem Land hochwertiger Duftreis (basmati) angebaut. Zuckerrohr wuchs um Nandurbar und Navapur. Geschätzt waren die süßen Mangos aus Baglan. Weitere cash crops waren Obst, Opium, Tabak und besonders das um Burhanpur und Chodra angebaute Indigo, der fast 30 % billiger war als der um Agra produzierte. Den größten Wohlstand erreichte die Region in der für damalige Verhältnisse friedvollen zweiten Hälfte des 17. Jahrhunderts.